# Biblioteca de la Universitat de Barcelona

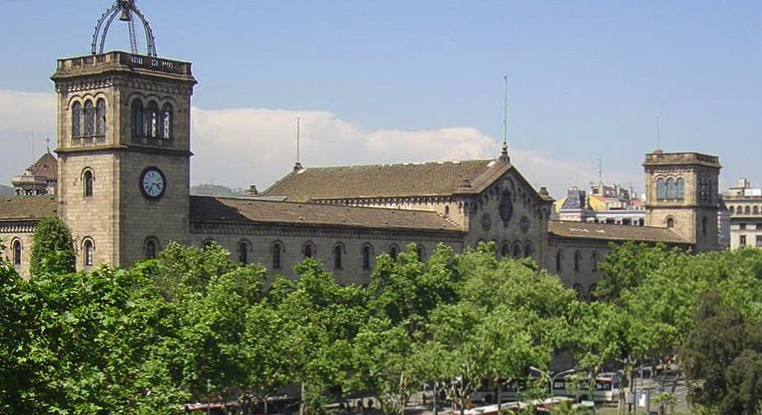
Edifici històric de la UB, seu dels fons antics de la Biblioteca i de les Biblioteques de Lletres i de Matemàtiques.

La Biblioteca de la Universitat de Barcelona integra el conjunt de biblioteques i centres de documentació que donen suport a la docència, l'aprenentatge i la investigació, facilitant l'accés i la difusió dels recursos d'informació entre els membres de la Universitat de Barcelona.

## Història
La Biblioteca de la Universitat de Barcelona, en comparació amb les grans biblioteques universitàries europees, entra tard i de forma discontínua en la història, fet que no afavoreix la conservació del patrimoni bibliogràfic medieval de la Universitat, fundada al segle xvi. L'any 1837 la biblioteca estava ubicada al Convent de Sant Joan de Jerusalem, acollia un total de 130.000 volums i n'era el bibliotecari el prevere Martí Pedrell.
El 1863, quan s'inicien les obres de l'actual emplaçament de la Universitat, Elies Rogent projectà la distribució dels espais interiors atribuint a la Biblioteca un conjunt d'espais al pis principal, la qual cosa era una mostra clara del prestigi que tenia el fons bibliogràfic dipositat provisionalment al Convent de Sant Joan de Jerusalem, provinent de la Desamortització i que contenia el llegat de les principals biblioteques conventuals barcelonines, hereves alhora de grans bibliòfils.
Durant el període republicà, la Biblioteca Pública i Universitària passa a constituir una part del Patrimoni universitari. Segons un Decret de l'1 de juny i Ordre de 7 de setembre de 1933, la Biblioteca passa a ser regida i sostinguda pel Patronat, que ha de canalitzar les dotacions que li arriben dels pressupostos generals de l'Estat i aportar-ne de propis.
El 1984, i per primera vegada, la Biblioteca de la Universitat de Barcelona compta amb pressupost propi. Fins aleshores, llibres, revistes i tota mena de material s'adquirien a les facultats, departaments i càtedres.
El 1985, s'aprova l'Estatut de la Universitat de Barcelona, en el qual, a l'article 56, es defineix una nova estructura de la Biblioteca en què es creen àrees tècniques de gestió i processament, així com àrees d'especialització, d'acord amb el contingut i l'organització interna de les divisions.
A principis de 2004, davant de la necessitat d'adaptar les biblioteques universitàries al nou Espai Europeu d'Ensenyament Superior (EEES) i a l'Espai Europeu de Recerca (ERA), nou marc d'ensenyament universitari basat en l'aprenentatge, la recerca, el desenvolupament i la innovació, es va convertir en el Centre de Recursos per a l'Aprenentatge i la Investigació de la UB (CRAI), que integra els serveis de Biblioteca, suport a la docència i a la recerca.
El Centre de Recursos per a l'Aprenentatge i la Investigació de la UB (CRAI) està format per 16 biblioteques, especialitzades en diferents àrees temàtiques (ubicades a les diferents facultats de la UB), i per 7 unitats tècniques que treballen relacionades entre si.

## Fons i col·leccions
El fons general de les biblioteques està format per documents relatius als àmbits de la docència, l'aprenentatge i la investigació de la Universitat de Barcelona. És de lliure accés i està ubicat segons la seva temàtica en les diferents biblioteques de la UB. Està actualitzat i inclou documents en diferents suports: llibres, revistes, material audiovisual, recursos electrònics, etc., la bibliografia recomanada i especialitzada dels ensenyaments que s'imparteixen a la Universitat, i altres recursos bibliogràfics i d'informació.

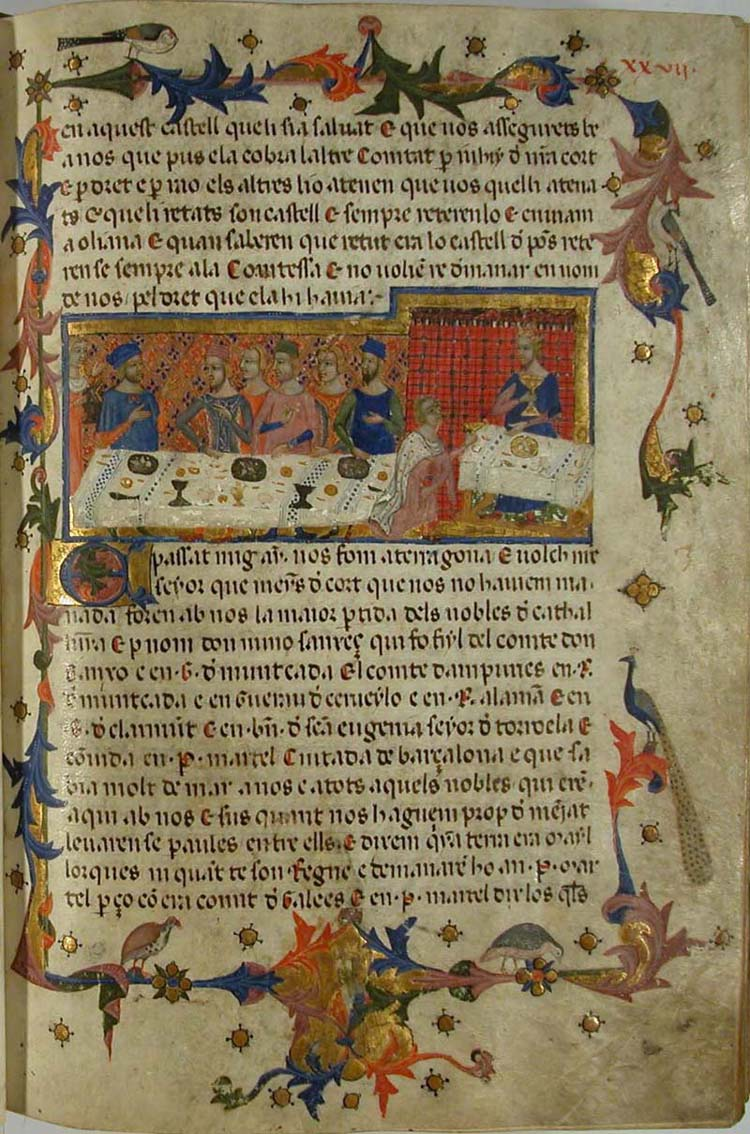
Manuscrit del Llibre dels fets de Jaume I (ca. 1340), una de les joies de la Biblioteca de la Universitat de Barcelona

### Fons patrimonial de la Biblioteca de la Universitat de Barcelona
Pels seus antecedents històrics i la política de recepció de donacions, la UB té també un ric patrimoni bibliogràfic i documental format per un important fons de manuscrits, incunables i edicions dels segles XVI al XIX i un conjunt de col·leccions especials i digitals que custodia, difon i posa a disposició dels usuaris. La col·lecció de fons antic està ubicada principalment al CRAI Biblioteca de Fons Antic, a l'edifici històric de la Universitat.
La Biblioteca de la Universitat de Barcelona a mitjans del segle xix, i a conseqüència de la Desamortització, rep el llegat de les principals biblioteques conventuals barcelonines que li aporten uns fons riquíssims, que fan que esdevingui una de les primeres biblioteques en fons antic de Catalunya i d'Espanya.
Dins d'aquest llegat destaquen:
- 2.282 manuscrits (des del segle x; els segles XV-XVIII són els més representats; entre ells: la Crònica de Jaume I (1343), el Llibre dels àngels de Francesc Eiximenis (1445), les obres de Ciceró (final segle xv), el Jardinet d'Orats (1486)).[9]

- 948 incunables (des de 1465)[10]

- 11.500 llibres impresos del segle xvi.[11]

- 46.000 del segle xvii.

- 55.000 del segle xviii

- 1.000 fins a l'any 1820 (el conjunt de sermonaris (possiblement el més ric de l'estat), el fons de revistes dels segles xvii i xviii i el fons d'obres de medicina i ciències jurídiques són especialment destacables).[12]

- 8.060 gravats en làmines soltes (del segle xvi al XIX) i 890 pergamins de diversa procedència.

A més, compta amb els llegats de fons d'arxius personals i col·leccions de persones com Pere Bosch Gimpera, Ernest Lluch, Ramon Margalef López, Oriol Martorell o Santiago Ramón y Cajal, a més de col·leccions especialitzades com la Col·lecció Grewe d'alimentació i gastronomia, Cartes i menús de restaurant, el fons de l'Editorial Mateu o l'especialitzat en estudis i edicions de Ramon Llull.